# Point Guard
Der Point Guard [pɔɪnt gɑːɹd] (deutsch sinngemäß Aufbauspieler) ist eine von fünf Positionen im Basketball. Zusammen mit dem Shooting Guard bildet er den Backcourt. Der Point Guard wird auch Playmaker (Spielmacher) genannt und ist üblicherweise der Spieler mit dem besten Ballhandling  einer Basketballmannschaft. Er ist in der Regel der kleinste Spieler in der Starting Five.

## Anforderungen und Spielweise
In der Regel ist der Point Guard sehr schnell und wendig und besitzt ausgezeichnetes Ballhandling. Ebenso ist seine Spielübersicht von großer Bedeutung, denn der Point Guard entscheidet darüber, wann welcher Spielzug gestartet wird. Er muss sich daher auch durch kluge Entscheidungen auszeichnen. Der Point Guard ist eine Art „verlängerter Arm“ des Trainers auf dem Spielfeld.

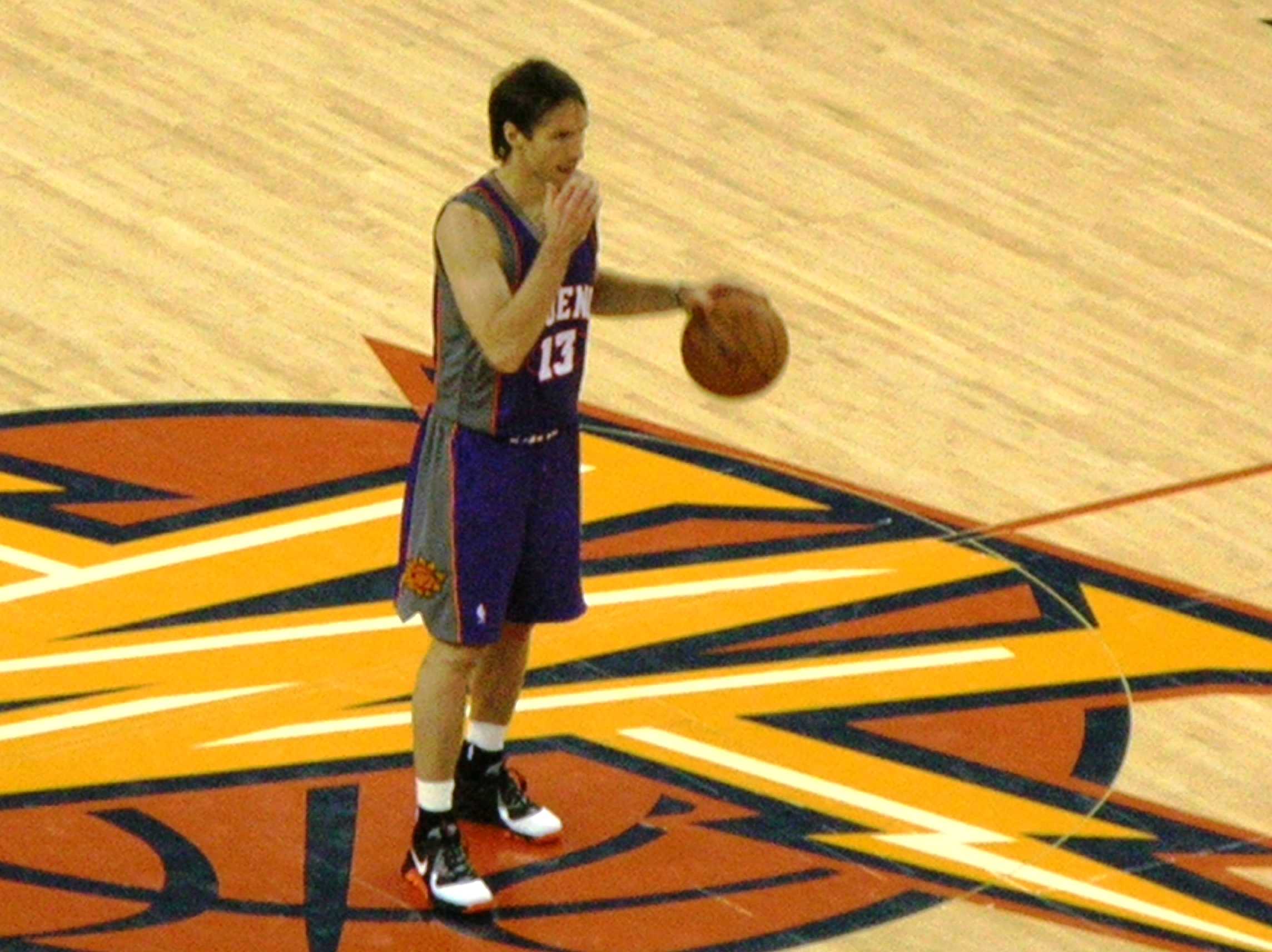
Steve Nash beim Spielaufbau

Zu den bekanntesten Point Guards zählen Bob Cousy, John Stockton, Isiah Thomas, Jason Kidd, Derrick Rose, Russell Westbrook, Stephen Curry, Chris Paul und Steve Nash. Eine Ausnahme zur üblichen Definition eines Point Guards als kleinstem Spieler bilden Oscar Robertson (1,96 m) und Magic Johnson (2,06 m). Beide hatten trotz ihrer Größe die Fähigkeiten eines Point Guards, was sie alles in allem zu den besten Spielern ihrer Position machte.

## Geschichte
Als erster echter Aufbauspieler wird in der Regel Nat Holman bezeichnet, der in den 1920er Jahren bei den New York Whirlwinds und den Original Celtics spielte. Als einer der ersten dirigierte er die Spielzüge auf dem Feld. Zur damaligen Zeit galt jedoch noch die Einteilung in Guard (= Verteidiger) und Forward (= Angreifer), weshalb Holman als Forward auflief.

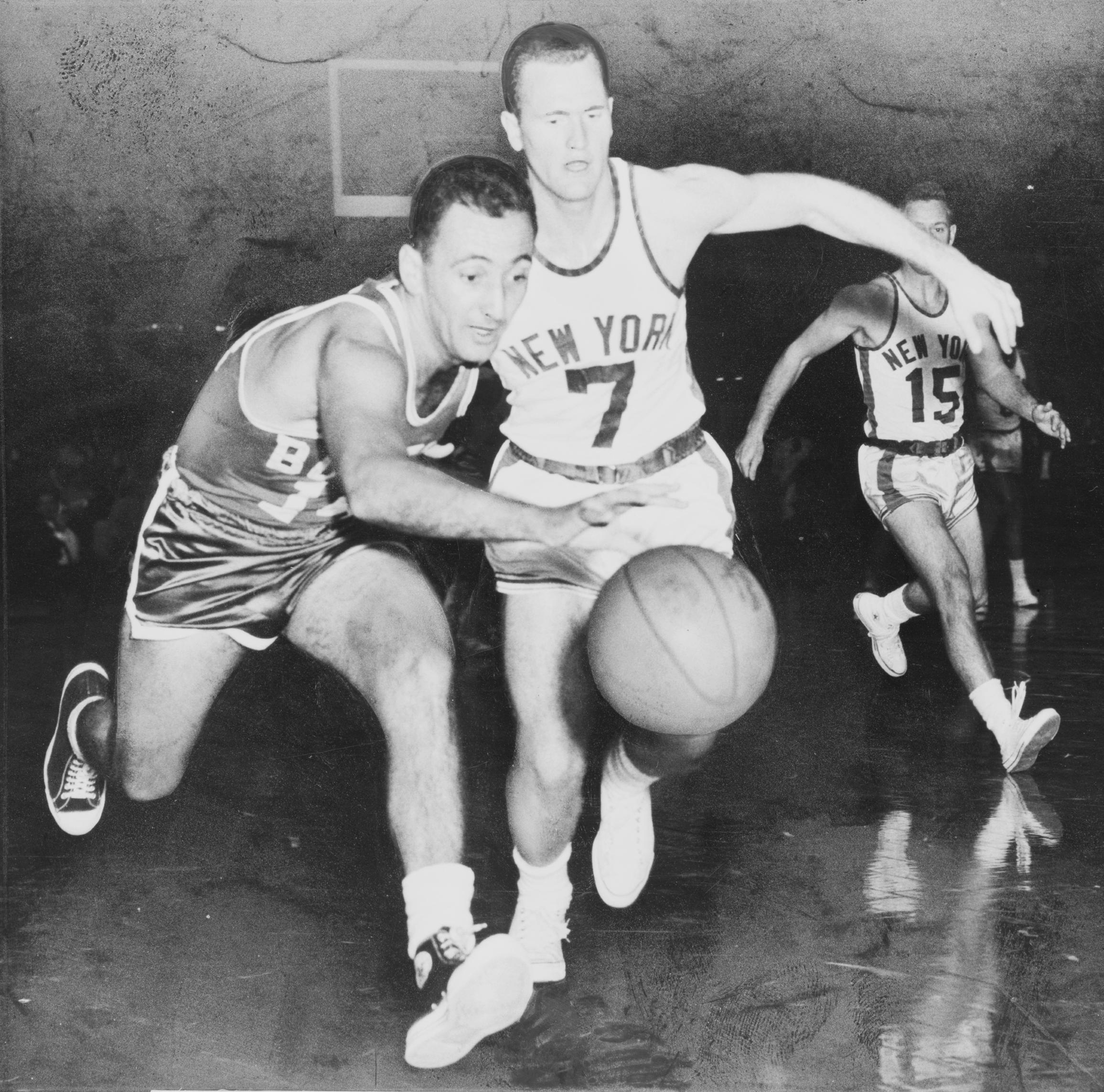
Bob Cousy (1960)

Bob Cousy von den Boston Celtics gilt derweil als Revolutionär der Point-Guard-Position. Anfangs belächelt für seine wirr anmutende Art zu passen, entpuppte sich Cousy als der dominante Guard der 1950er Jahre und wurde mit seinem Passspiel Vorbild für ganze Generationen ihm nachfolgender Guards. Marques Haynes von den Harlem Globetrotters gilt derweil als Revolutionär des Ballhandlings. Haynes war vermutlich der erste, der hinter dem Rücken und durch die Beine dribbelte, und fand damit, ebenso wie Cousy, zahlreiche Nachahmer in den nachfolgenden Guard-Generationen.

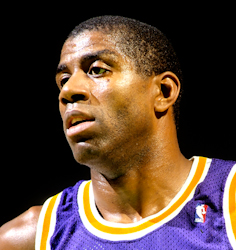
Magic Johnson

Die 1960er Jahre sahen mit Oscar Robertson den ersten Forward, der die Aufgaben des Guards übernahm. Seitdem wurde diese Spielweise von einigen wenigen herausragenden NBA-Spielern nachgeahmt, so etwa Magic Johnson, Scottie Pippen, Grant Hill und LeBron James. Für einen weiteren Spieler dieser Spielweise, Paul Pressey, wurde Mitte der 1980er Jahre der Begriff Point Forward geprägt. Da diese Spieler zwar im Angriff die Aufgaben des Point Guards, in der Verteidigung aber die gegnerischen Shooting Guards oder Small Forwards verteidigten, wurde ihnen in der Regel ein kleinerer Spieler an die Seite gestellt, der dann den gegnerischen Point Guard verteidigte (beispielsweise Byron Scott bei Magic Johnson).
Obwohl auch in den 1990er Jahren und im neuen Jahrtausend klassische Ballverteiler wie Assist-Rekordhalter John Stockton, Mark Jackson, Jason Kidd und der zweifache MVP-Gewinner Steve Nash zu sehen waren, kamen zunehmend neue Typen von Point Guards hinzu: zunehmend größere und kräftigere Spieler wie Gary Payton oder Chauncey Billups agierten häufig nah am Korb, wo sie gegen kleinere Gegenspieler leichter zu Punkten kamen. In der NBA-Saison 2007/08 gelang mit Chris Paul einem klassischen Point Guard ein Player Efficiency Rating von 28,3 und damit der höchste Wert, den je ein PG erzielen konnte. Paul kam bei der Wahl zum MVP 2008 auf Platz 2 hinter Shooting Guard Kobe Bryant.
Heute gibt es viele verschiedene Typen von Point Guards, die auf dem Spielfeld sehr unterschiedlich agieren. So gibt es Point Guards, die besonderen Wert darauf legen, Punkte zu erzielen (z. B. Russell Westbrook), im Gegensatz zu solchen, die hauptsächlich Assists verteilen (z. B. Rajon Rondo). Ebenso gibt es Point Guards, die ein Gleichgewicht im Punkten und Assistieren gefunden haben (z. B. Tony Parker). Ende der 2000er Jahre brachte diese Position viele athletische und scoringstarke Point Guards hervor. Neben Westbrook sind auch noch John Wall, Derrick Rose, Stephen Curry, Damian Lillard, Kyle Lowry und Kyrie Irving zu nennen, die diese Position neu definierten.